# Європоп
Європоп (англ. europop) — різновид попмузики, що розвивався у Європі упродовж 1970-х років. Пісні цього напрямку легко запам'ятовуються, вирізняються простою мелодією та  ритмом і неглибокими текстами. Європоп очолював хіт-паради в 1980-х — початку 1990-х років. Зірки європопу походили із Франції, Німеччини, Італії, Ірландії, Нідерландів та Швеції.
Найпопулярнішим представником європопу 1970-х років вважається шведський квартет ABBA, дискографія яких нараховує 10 синглів та 9 альбомів, що очолювали хіт-паради. Наприкінці 1980-х та ранніх 1990-х популярність європопу в США та Британії підігрівають гурти Roxette та Ace of Base. Потужний вплив європопу відчувається в творчості гуртів Spice Girls та Backstreet Boys. 
Одна з найважливіших рис, що відрізняє європоп від американського полягає в тому, що європоп є більш танцювальним та екстатичним. Примітно, що саме європоп домінував на Євробаченні, за що цей конкурс наражався на сувору критику.[джерело?] Щоправда, останніми роками ця тенденція дещо змінилася — «Дикі танці» Руслани (переможниця Євробачення 2004) є компіляцією стародавніх етнічних гуцульських мотивів (ритмів і танців) і нових течій рок- і попмузики, а «Hard Rock Hallelujah» гурту Lordi (переможець Євробачення 2006) в стилі важкий метал й зовсім далека від стереотипів європопу. Щоправда, їхня перемога є здебільшого заслугою яскравості виконання, ніж якості самої музики.[джерело?]